# Dawes (månekrater)
Dawes er et nedslagskrater på Månen. Det befinder sig på Månens forside i det brede stræde mellem Mare Serenitatis og Mare Tranquilitatis. Det er opkaldt efter den britiske astronom William R. Dawes (1799 – 1868).
Navnet blev officielt tildelt af den Internationale Astronomiske Union (IAU) i 1935. 

## Omgivelser
Daweskrateret har det større Pliniuskrater liggende mod sydvest. Mod nordøst ligger bjergområdet Mons Argaeus.

## Karakteristika
Dette er et cirkulært krater med en skarp rand, som har en let fladtrykt og oval omkreds. Det har en let central forhøjning og en noget mørkere kraterbund, som er næsten dækket af overlappende hvirvler af aflejringer, der består af nedfaldet materiale. De indre vægge er stejle og ikke eroderet af nedslag.
Detaljeret undersøgelse af krateret har stedfæstet, hvad der synes at være nicher og kanaler langs den indre rand. Det formodes, at nedslag af mikrometeoroider langs randen kan udløse tørre jordskred, som medfører et kløftlignende udseende. Et tilsvarende fænomen kan være baggrunden for lignende landskabstræk langs randen af nogle kratere på Mars.

## Måneatlas
- Billeder af Daweskrateret i LPI-måneatlasset